# Budy Polskie
Budy Polskie – osada w Polsce, położony w województwie mazowieckim, w powiecie mławskim, w gminie Strzegowo.
Do 2023 miejscowość była przysiółkiem wsi Budy Giżyńskie.
W przysiółku mieszka 4 stałych mieszkańców.
W latach 1975–1998 przysiółek administracyjnie należał do województwa ciechanowskiego.